# Ladislav Troják

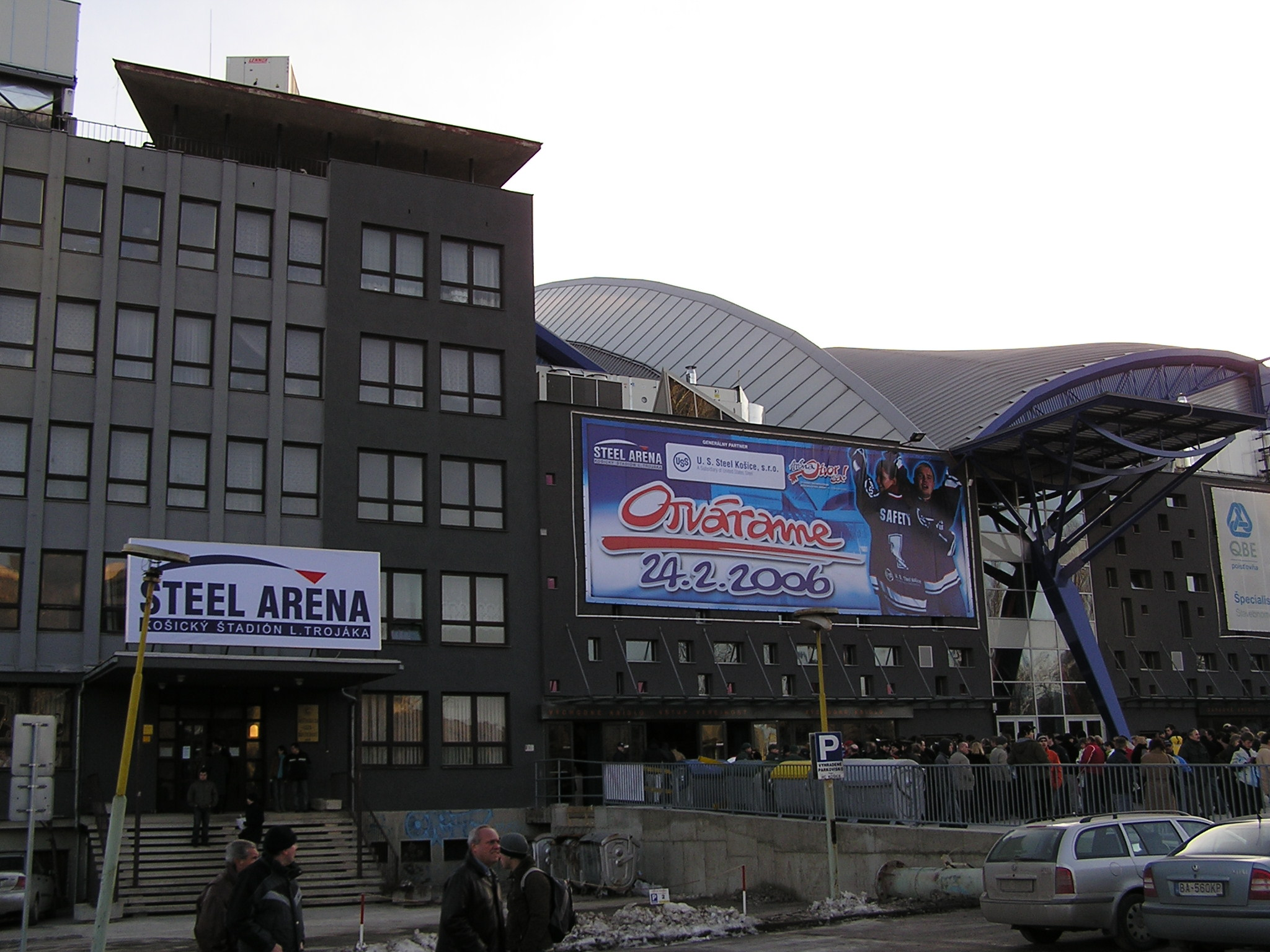
Steel Aréna - Košický stadion Ladislava Trojáka

Ladislav Troják (15. června 1914, Košice, Rakousko-Uhersko – 8. listopadu 1948 Lamanšský průliv) byl československý hokejový útočník, první Slovák v reprezentačním výběru Československa a zároveň i první slovenský hokejista s titulem hokejového mistra světa (1947).
Jednalo se o prvního Slováka v československé reprezentaci. Dokázal se prosadit v silné konkurenci českých hokejistů v lize a dostal se do československého národního mužstva. Vynikal kombinační hrou, rychlým bruslením, skvělou přihrávkou a vynikajícím bráněním.
Hrál za LTC Praha, se kterým získal pět ligových titulů. Československo reprezentoval na světových šampionátech v letech 1938 (bronz) a 1947 (zlato) a na zimních olympiádách v letech 1936 (4. místo) a 1948 (stříbro). Zemřel při letecké havárii československých hokejistů nad Lamanšským průlivem.
Dne 30. listopadu 2002 byl uveden do Síně slávy slovenského hokeje. Na jeho počest a památku je po něm pojmenována košická Steel Aréna. Dne 15. března 2011 byl společně s Bohumilem Modrým uveden do Síně slávy IIHF. Je členem české i slovenské hokejové síně slávy.

## Statistiky
- počet ligových sezón: 11
- počet reprezentačních startů/gólů : 75/37 (37 gólů při 75 startech)
- 5krát mistr ČSR (1937, 1938, 1946–1948)
- 5krát mistr českomoravské ligy (1939, 1940, 1942–1944)
- 6krát účastník mistrovství světa (1936–1939, 1947, 1948)
- 2krát účastník zimních olympijských her (1936, 1948)
- 1krát mistr světa (1947)
- 1krát vicemistr světa (1948)
- 1krát třetí na Mistrovství světa (1938)

## Kariéra
- ČsŠK Košice (do 1934)
- LTC Praha (1934–1948)